# Groupes ethniques d'Union soviétique
L'Union des républiques socialistes soviétiques était un État multi-ethnique dont la constitution distinguait la « citoyenneté soviétique » appliquée selon le droit du sol à tous les habitants, de la « nationalité » appliquée selon le droit du sang à certains citoyens seulement. Mentionnée sur la carte d'identité, la « nationalité » permettait, selon le gouvernement soviétique, d'appliquer une « discrimination positive », afin de préserver la culture et la langue des peuples « non-russes ».

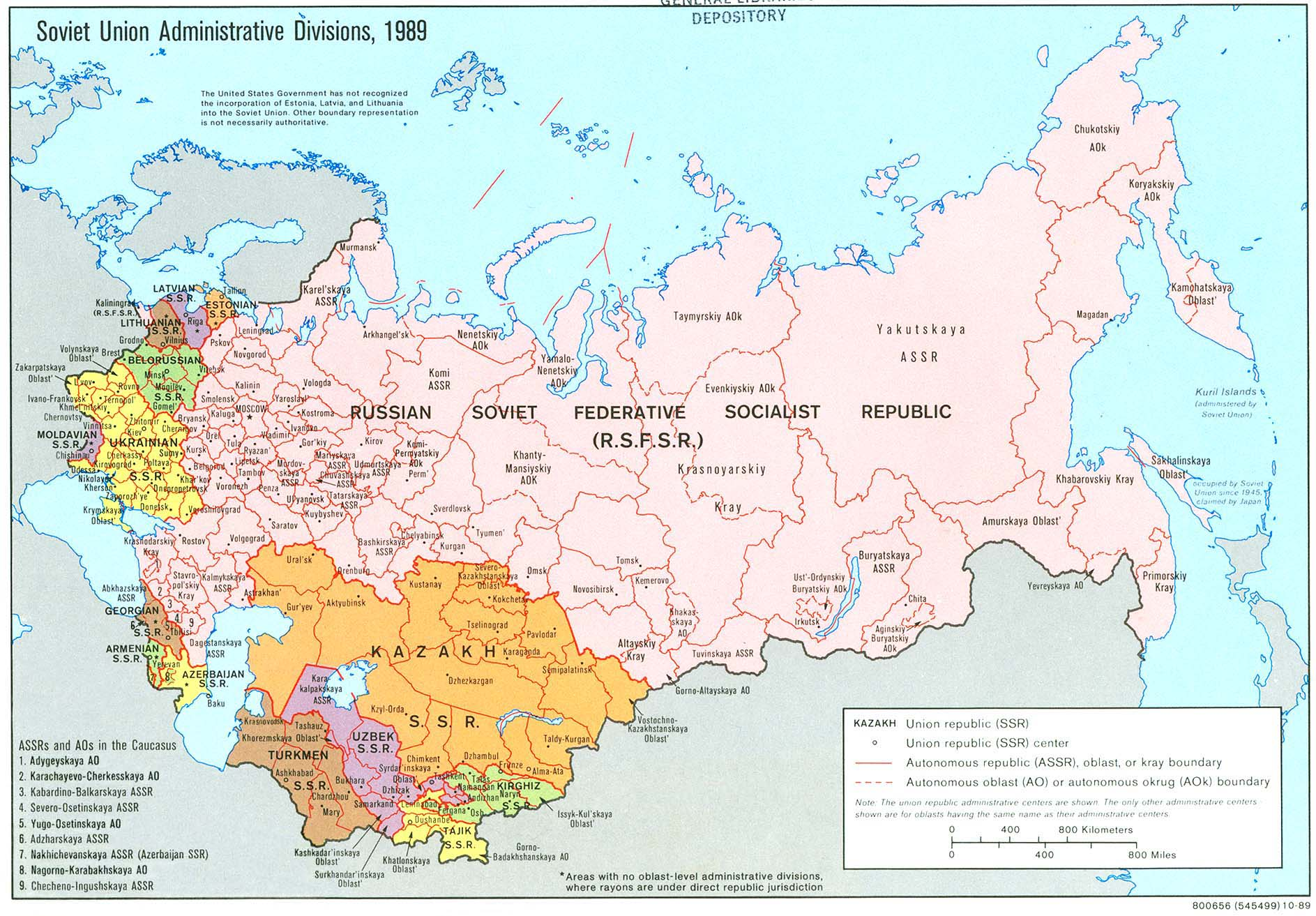
Division administrative de l'URSS en 1989.

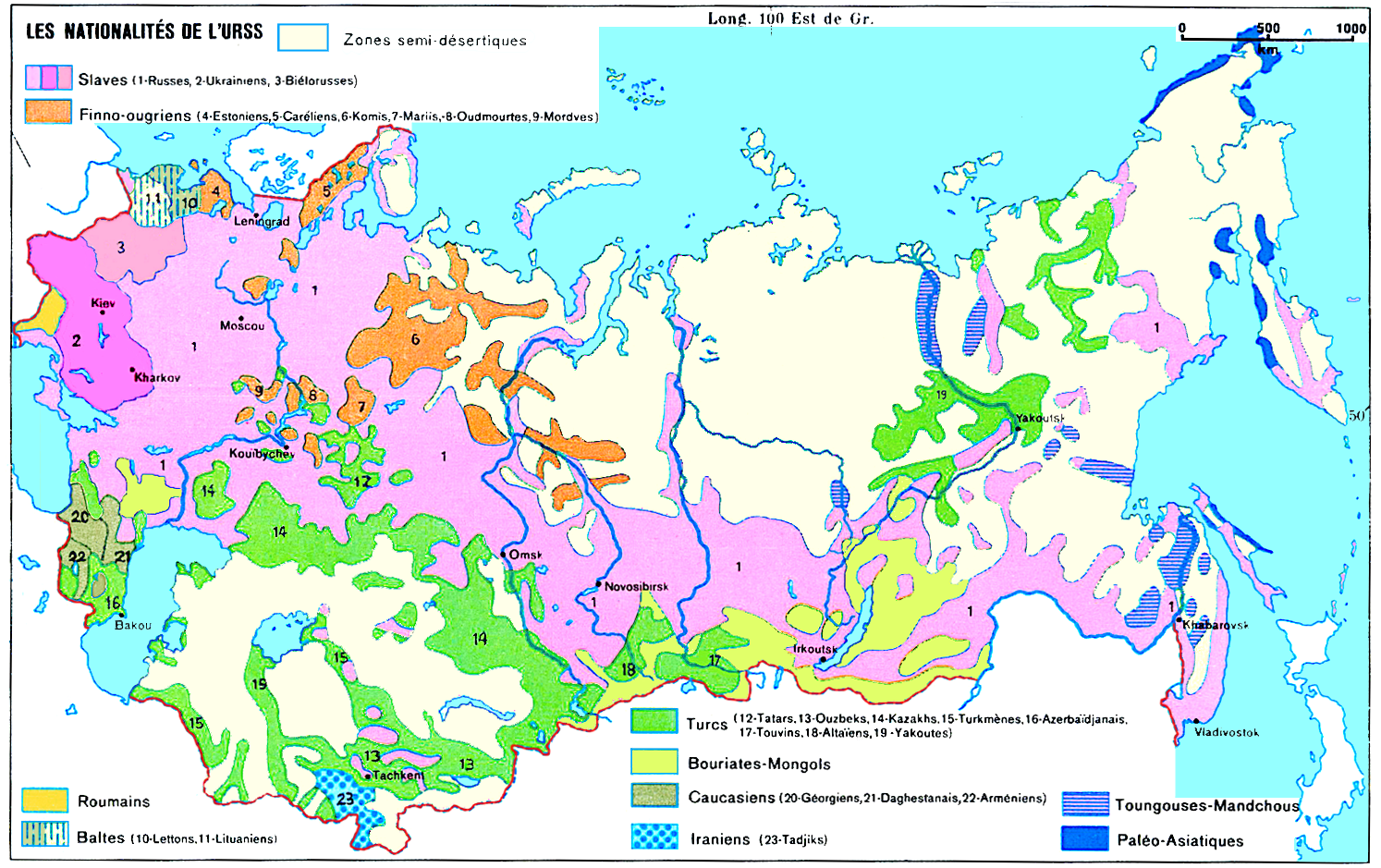
Carte simplifiée des groupes ethniques d'Union soviétique, d'après celles des Atlas scolaires soviétiques.

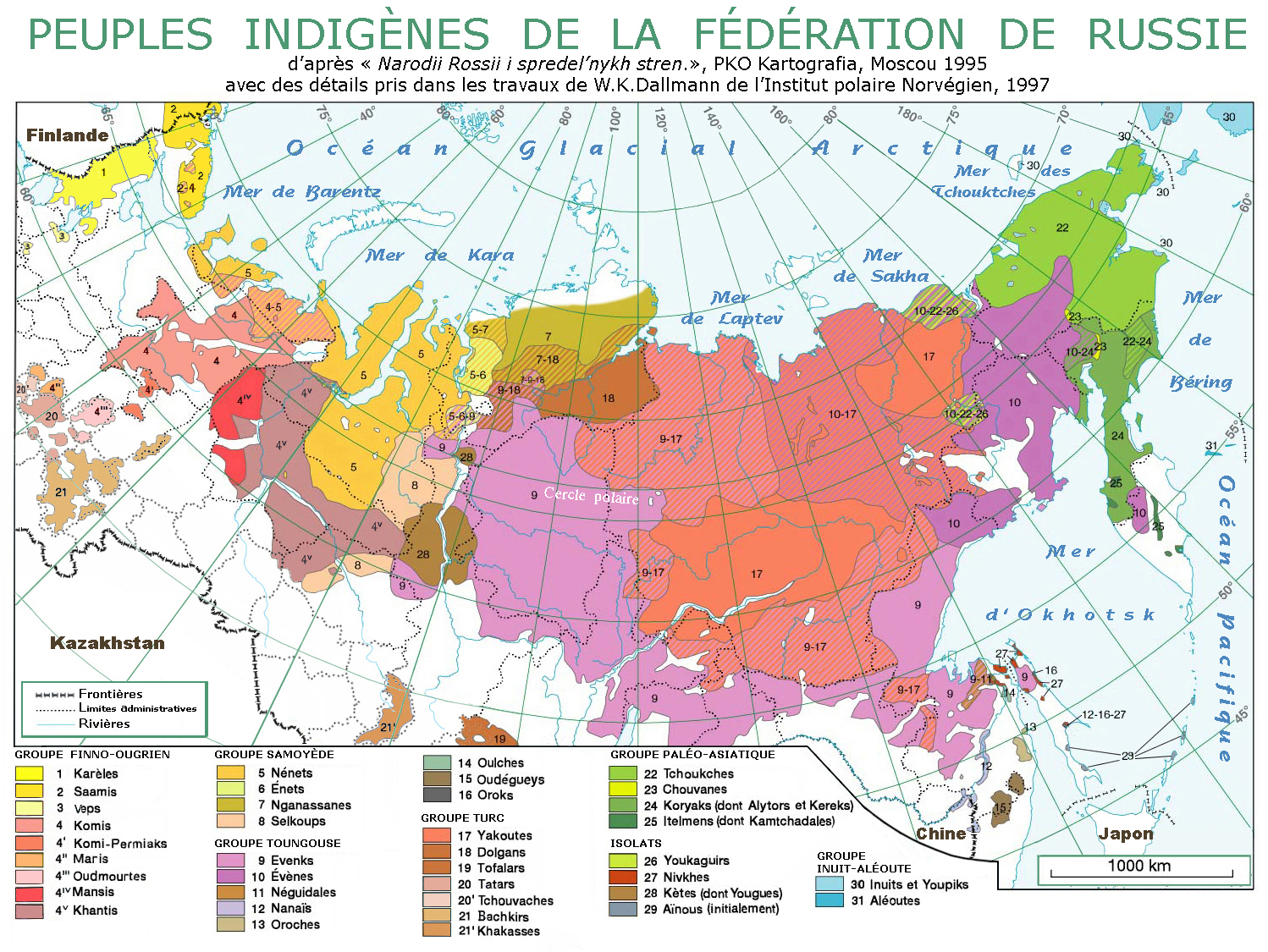
Peuples autochtones de la fédération de Russie.

## Présentation générale

### Peuplement
La confusion entre Russes et Soviétiques (parallèle à la confusion Anglais et Britanniques, ne distinguant pas les Irlandais, les Gallois et les Écossais) a souvent occulté le fait que les Russes n'étaient que l'une des nombreuses « nationalités » (Национальность) parmi les citoyens de l'Union soviétique. Mais les Russes étaient la « nationalité » dominante, parce qu'ils étaient majoritaires dans la population, parce qu'ils étaient le seul groupe présent dans toutes les Républiques et parce que leur langue, et elle seule, était « langue de communication inter-ethnique » (язык межнационального общения) dans toutes les Républiques et langue officielle de l'Union. Un « Soviétique » était donc un citoyen de l'Union des républiques socialistes soviétiques (selon le droit du sol) mais son origine ethnique (dite « nationalité » selon le droit du sang) était obligatoirement inscrite comme critère d'identification dans ses documents d'identité, en 5e position, si bien que l'expression « 5e point » est devenue un synonyme courant pour désigner l'origine ethnique d'un citoyen.

### Système fédéral soviétique

#### Organisation fédérale
L'URSS était composée de quinze républiques socialistes soviétiques (« RSS ») correspondant aux quinze « nationalités » (Национальный Народность) répondant aux critères nécessaires pour être considérées comme des « nations » (Наций) : population nombreuse, culture écrite, histoire bien identifiée par des sources anciennes, ne pas être enclavées à l'intérieur d'une autre République… ce qui leur donnait théoriquement droit à la sécession. La plus importante (regroupant à elle seule plus de la moitié de la surface et de la population de l'Union), était la République soviétique fédérative socialiste de Russie (RSFSR).
Mais la complexité du système était bien supérieure à cette Union fédérale de quinze républiques socialistes soviétiques, car à l'intérieur de plusieurs d'entre elles on décomptait :
- 20 républiques socialistes soviétiques autonomes (RSSA) : 16 en RSFSR, 2 en Géorgie, 1 en Azerbaïdjan, 1 en Ouzbékistan) ;
- 8 régions autonomes :
- 10 districts autonomes (tous en RSFSR) ;

Ce découpage était fait suivant des critères multiples : le nombre d'habitants, mais aussi les définitions particulières de l'ethnographie soviétique (qui ne suivait pas les règles ethnologiques occidentales, et qui distinguait les Adyghés des autres Circassiens, les Moldaves des autres Roumains, ou bien considérait les colons japonais capturés en 1945 au Manchoukouo et déportés au Kazakhstan comme des Coréens). Des conflits ethniques en ont découlé lors de l'avènement de la glasnost, qui a permis l'expression de mécontentements accumulés durant des décennies (exemples : l'Oblast autonome d'Ossétie du Sud en Géorgie, réclamant sa réunion avec l'Ossétie du Nord russe, ou encore l'Oblast autonome du Haut-Karabagh en Azerbaïdjan, réclamant sa réunion avec l'Arménie).

#### Organes du pouvoir central
- Législatif : l'Union possédait une assemblée, le Soviet suprême, composé de deux chambres élues au suffrage universel (mais un seul parti, le communiste y présentait des candidats) : le Soviet des nationalités (chaque RSS y envoyait 32 députés; chaque Région autonome, 5 députés, et chaque district autonome, 1 député), et le Soviet de l’Union, élu sur la base proportionnelle à la population avec un député pour 300 000 habitants de la fédération.
- Exécutif : représenté par le conseil des ministres (Sovnarkom), dirigé par le président du Conseil (Premier ministre).

En URSS, toutes les institutions de l'État, les administrations, les entreprises, les collectivités territoriales, les syndicats, les unions professionnelles, les clubs et les unités d'habitation étaient étroitement contrôlées, en théorie et selon la Constitution soviétique par le Parti communiste de l'Union soviétique (PCUS), en pratique et selon le décret du 8 novembre 1917 émis au 2e Congrès panrusse des Soviets, par une police politique aux pouvoirs extra-judiciaires : la Tchéka, qui deviendra plus tard la Guépéou puis le NKVD.

### Les «nationalités»
Les « nationalités soviétiques » (Советский национальный народность) formaient une mosaïque, car en dehors des régions peuplées uniquement de Russes, pour la plupart situées en Russie centrale autour de Moscou, les autres étaient dispersées sur de vastes territoires et mêlées avec les Russes et les unes aux autres ; par ailleurs l’ethnologie soviétique ne suivait pas les règles scientifiques de définition d’un groupe ethnique (même origine, même langue, même histoire, mêmes coutumes, même culture et même tradition religieuse) et y introduisait des critères politiques pour regrouper, ou au contraire distinguer des groupes. De plus, le gouvernement soviétique traça des frontières en dépit du vœu des populations concernées : dans le Caucase par exemple, les Ossètes furent coupés en deux entre la Russie (Ossétie du Nord) et la Géorgie (Ossétie du Sud), et le Haut-Karabagh ne fut pas rattaché à l'Arménie comme le Nakhitchévan le fut à l'Azerbaïdjan. Cette politique suscita des tensions entre les Russes et les autres nationalités qui souffraient de l’hégémonie russe, mais aussi des tensions entre différentes « nationalités » (exemples : Arméniens/Azéris, Ossètes/Ingouches, Géorgiens/Abkhazes…),,.
Même entre les trois nationalités slaves (Russes, Ukrainiens et Biélorusses) les relations étaient ambiguës car les deux dernières étaient tiraillées entre leur identité locale, plus proche de l’Europe centrale, et leur appartenance historique à la Grande Russie : le gouvernement soviétique considérait la première tendance comme « nationaliste bourgeoise » et la combattait, tandis qu'il encourageait la seconde comme compatible avec le processus de « rapprochement-fusion » (сближение–слияние, sblijenie-sliyanie) devant aboutir à forger l’Homo sovieticus. Outre ces tensions, des divergences politiques et économiques divisaient parfois l’appareil d’État central (en l’occurrence le Politburo) entre « réformateurs » partisans des thèses d'Evseï Liberman, de la déstalinisation et, plus tard, de la glasnost et de la perestroïka, et « conservateurs » s’opposant à tout changement risquant d’affaiblir leur autorité.

## Histoire des nationalités de l'Union soviétique de1917à1991
L'URSS est territorialement et donc démographiquement l'héritière de l'Empire russe, qui a débordé, à partir du XVIIIe siècle, au-delà des limites géographiques des langues slaves orientales, et qui a ensuite largement colonisé les territoires progressivement rattachés. Au moment de la fondation de l'URSS en 1922, le recul de l'Empire avait permis, à l'ouest, l'indépendance de la Finlande, des pays baltes, de la Pologne et de la Moldavie (qui s'était rattachée à la Roumanie), mais à l'issue de la seconde Guerre mondiale, l'URSS récupère une grande partie de ces territoires (sauf en Finlande) ce qui ramène dans ses frontières autant de groupes ethniques.
L'URSS reprend le processus de russification et de colonisation slave commencé par l'Empire russe dans les territoires peuplés d'autres groupes ethniques, en l'amplifiant grâce aux moyens de transport modernes, ce qui modifie partiellement la composition ethnique du pays et crée de nouvelles tensions. Mais en même temps, elle prend en compte l'aspect multiethnique de sa population en adoptant, contrairement à l'Empire, un système national-fédéraliste de républiques fédératives (dites « unionales ») elles-mêmes parfois divisées en républiques ou arrondissements « autonomes », dans un « montage-gigogne » territorial.

### Désintégration de l'Empire russe (1917-1918) et formation de l'URSS (1918-1922)
Le nouveau régime bolchevique, issu de la révolution, hérite de cet empire et de ses problèmes (nationalités). En 1914, Lénine parlait de « la prison des peuples ».
- Le 25 avril 1917, le Soviet de Petrograd, sur la base des Thèses d'avril de Lénine, se prononce en faveur de l'autonomie nationale et culturelle : déception de la plupart de nationalités, qui attendaient davantage de la révolution.
- Le 2 novembre 1917, la Déclaration des droits des peuples de Russie proclame « l'égalité et la souveraineté des peuples de Russie ».
- VIIe Conférence du Parti communiste.

Thèses en présence avant et au début de la révolution :
- Lénine considère la « question nationale » comme un problème temporaire, son but étant la réalisation d'un État bolchevique (pouvoir du prolétariat), dans lequel la question nationale ne se poserait plus. Il adopta une attitude de modération, défendant le droit à l'autodétermination dans le cadre d'un État centralisé.
- Staline (Géorgien d’origine) était partisan du point de vue fédéral (celui qui l'emportera par la suite).

Dans les textes :
- droit à la sécession,
- autonomie régionale pour les nations qui ne se séparent pas de la Russie,
- lois garantissant les droits des minorités,
- unité du Parti.

En conclusion, les textes définissent une fédération de républiques égales entre elles. Dans la pratique, il en fut tout autrement: la russification et la colonisation se poursuivirent avec d'autant plus d'ampleur qu'elles bénéficiaient désormais des technologies modernes : imprimerie, radio, cinéma, chemin de fer, véhicules à moteur.

#### Autodéterminations«protégées»

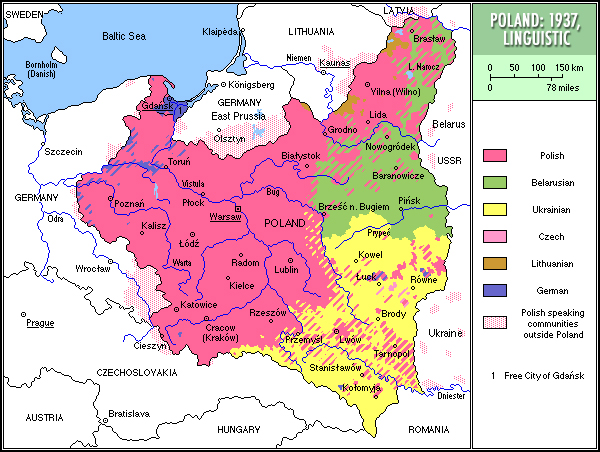
La Pologne et ses nationalités entre les deux guerres mondiales

- Finlande : le 18 décembre 1917, les Bolcheviks reconnaissent l'indépendance de la Finlande mais le 15 janvier 1918, le conseil des Représentants du peuple s'empare du pouvoir, appuyé par l'Armée rouge. Une intervention allemande permet à Mannerheim d'écraser l'insurrection un temps victorieuse.
- Pays baltes : Ce sont des gouvernements nationaux proclamés en 1918 sous les Allemands. Après la défaite allemande, des gouvernements soviétiques prennent le pouvoir en Estonie et en Lettonie. Ils seront renversés avec l'aide des Britanniques. En Lituanie les bolchéviks locaux prennent le pouvoir et proclament l'union avec la Biélorussie. Ce régime s'écroule lors du retrait de l'Armée rouge, battue en Pologne. Les pays baltes deviennent des démocraties qui conservent leur indépendance (mais pas forcément leurs démocraties, selon les épisodes) jusqu'en 1940.
- Pologne : en février 1917, aidée par les Austro-Hongrois (armée Pilsudski), puis, après le 11 novembre 1918, par les Français (mission Henrys, dont fit partie Charles de Gaulle jeune), la Pologne parvient à repousser les bolchéviks et à conserver son indépendance (jusqu'en septembre 1939).
- Moldavie : en décembre 1917, aidée par les Français (armée Berthelot), la République démocratique moldave, après quatre mois d'indépendance, vote son rattachement à la Roumanie (jusqu'en juin 1940).

#### Autodéterminations«avortées»
Les changements successifs sont déterminés par la situation militaire : retraite russe face aux Allemands (1917), défaite allemande face aux Alliés (1918), défaite des Blancs face aux bolcheviks (1918-1920), défaite des Bolcheviks face aux Polonais (1920) et l'émergence des mouvements nationalistes (autonomistes ou indépendantistes).
- Ukraine : proclamée indépendante le 25 janvier 1918, la République populaire d'Ukraine fut tout de suite envahie par les Bolcheviks, mais ceux-ci se retirèrent au profit des Allemands conformément au traité de Brest-Litovsk. L'Allemagne appuya l'indépendance, qui fut reconnue par une trentaine de pays. La Rada demande une paix séparée en Ukraine au cours des négociations de Brest-Litovsk, mais celle-ci perd son soutien en Ukraine avant la fin des négociations. Les républicains de Petlioura et Vynnytchenko cherchent alors un soutien de l'Allemagne pour reconquérir le pouvoir qui va placer la tête de l'Ukraine le monarchiste Pavlo Skoropadsky[9]. S'ensuit une guerre civile entre les monarchistes et républicains appuyés par l'Allemagne puis par la France, les anarchistes appuyés par les paysans et l'Armée rouge, qui vient soutien aux bolchéviks locaux.
- Biélorussie : dans cette région le sentiment national était peu développé. Le gouvernement créé par les Allemands fait néanmoins progresser le sentiment national. Le pays est dénommé tantôt « Weissreussland », tantôt « Polesien ». Mais le retrait des Allemands fin 1918 ouvre le pays aux Bolchéviks et le 31 janvier 1919 est proclamée la République Soviétique de Biélorussie.
- Transcaucasie (Arménie, Géorgie, Azerbaïdjan) : en octobre 1917, un « Commissariat caucasien » proclame l'unité de la région (« République démocratique fédérative de Transcaucasie ») et en mars 1918, par le traité de Brest-Litovsk, les Bolcheviks cèdent Kars, Ardahan et Batoumi aux Turcs. Les Arméniens, les Azéris, les Géorgiens, opposés au traité de Brest-Litovsk et à la « République démocratique fédérative de Transcaucasie », font sécession en mai 1918. Les Turcs envahissent alors l'Arménie et l'Azerbaïdjan, tandis que la Géorgie se place sous la protection des Allemands.

À la fin de la guerre, l'Arménie et l'Azerbaïdjan redeviennent indépendants, avec l'aide des Alliés. Dès 1920 : les Soviets, qui ont besoin de matières premières (pétrole, ressources minérales) reconquièrent la région ; en novembre 1920, l'Arménie est soviétisée et, en 1921, la Géorgie (dont le gouvernement est menchevik) est envahie.

#### Autodéterminations dans le cadre de la Russie
Dans un premier temps les Bolcheviks hésitent sur le type d'autodétermination qu'il convient d'accorder. Suivant la situation locale, ils font preuve de souplesse et de pragmatisme. Ensuite, ils accorderont une autodétermination restreinte.
Donnons trois exemples :
- Tatars-Bachkirs : En mars 1918, les Blancs, associés aux dirigeants nationaux bachkirs, démantèlent la RS tataro-bachkire. En novembre 1919 naît un projet bolchévique d'autonomie très large, dans le but d'attirer les autres musulmans.

Mais en mai 1920, la guerre civile terminée, les Bolcheviks réalisent un projet définitif avec compétences très réduites de la RA (« inférieures aux droits que le tsarisme en ses pires moments concédait aux minorités », selon un dirigeant bachkir).
- Kirghizes : le territoire kirghize à forte colonisation russe fut le théâtre d'affrontements communautaires très violents entre Kirghizes et Russes. Les Kirghizes réclament une RA kirghize avec interdiction de toute colonisation future. Cette exigence est acceptée par les bolchéviks.
- Turkestan : Il y eut en 1917 une double révolution qui opposa les Bolchéviks russes locaux (ouvriers, soldats) et les élites locales. Dès 1920, il y eut lieu une purge des communistes locaux (colons russes) et création d'une République autonome du Turkestan avec un but proclamé de satisfaire les aspirations de la population locale.

Les bolchéviks de Moscou imposent leur solution là où ils sont en position de force et cèdent provisoirement là où ils ne sont pas en mesure d'imposer leur pouvoir (Lénine : « un pas en arrière, deux pas en avant ».

### Constitution d'un État soviétique (1918-1922)
Devant la désagrégation de la Russie, les bolchéviks adoptent une première solution institutionnelle. Le 10 juillet 1918, est promulguée la première Constitution soviétique qui proclamait un système décentralisé à base administrative territoriale (régions ou « oblasts » en russe, qui n'ont pas de rapport avec les nationalités).
Entre 1918 et 1922, il exista deux possibilités d'intégration :
- républiques ou régions autonomes intégrées à la RSFSR ;
- traités bilatéraux avec des républiques indépendantes, couvrant les questions économiques et militaires. Il s'agit de traités inégaux, qui placent les autres républiques dans un état de dépendance vis-à-vis de la Russie. En matière de diplomatie, la Russie parle bientôt au nom de tous les autres. Il existe des résistances à cette tendance au sein du PC lui-même (exemples de Sultan-Galiev en Asie centrale et du PC géorgien).

En 1922-1923, Moscou veut imposer d'en haut un projet fédéral à toutes les républiques. On assiste alors à une tentative de réaction des Géorgiens face au pouvoir central, à la suite de quoi on les accuse de « fractionnisme ». Lénine, pour ne pas aggraver les relations avec les autres nations, s'oppose au projet très centralisateur de Staline (républiques autonomes intégrées à la RSFSR) et prône une fédération de républiques égales entre elles. Staline cède sur ce point, convaincu que de toute façon, une formulation égalitaire ne changera rien à l'inégalité de fait : la Russie sera la tête de la fédération.
Le 30 décembre 1922, l'URSS naissait du traité qui unissait la RSFSR, la Biélorussie, l'Ukraine et la Transcaucasie. Dans le conflit qui oppose les communistes du centre (Moscou) et les partis communistes nationaux, c'est le centre qui l'emporte et impose une fédération.

### Contenu donné aux «nationalités» par le pouvoir soviétique au fil du temps

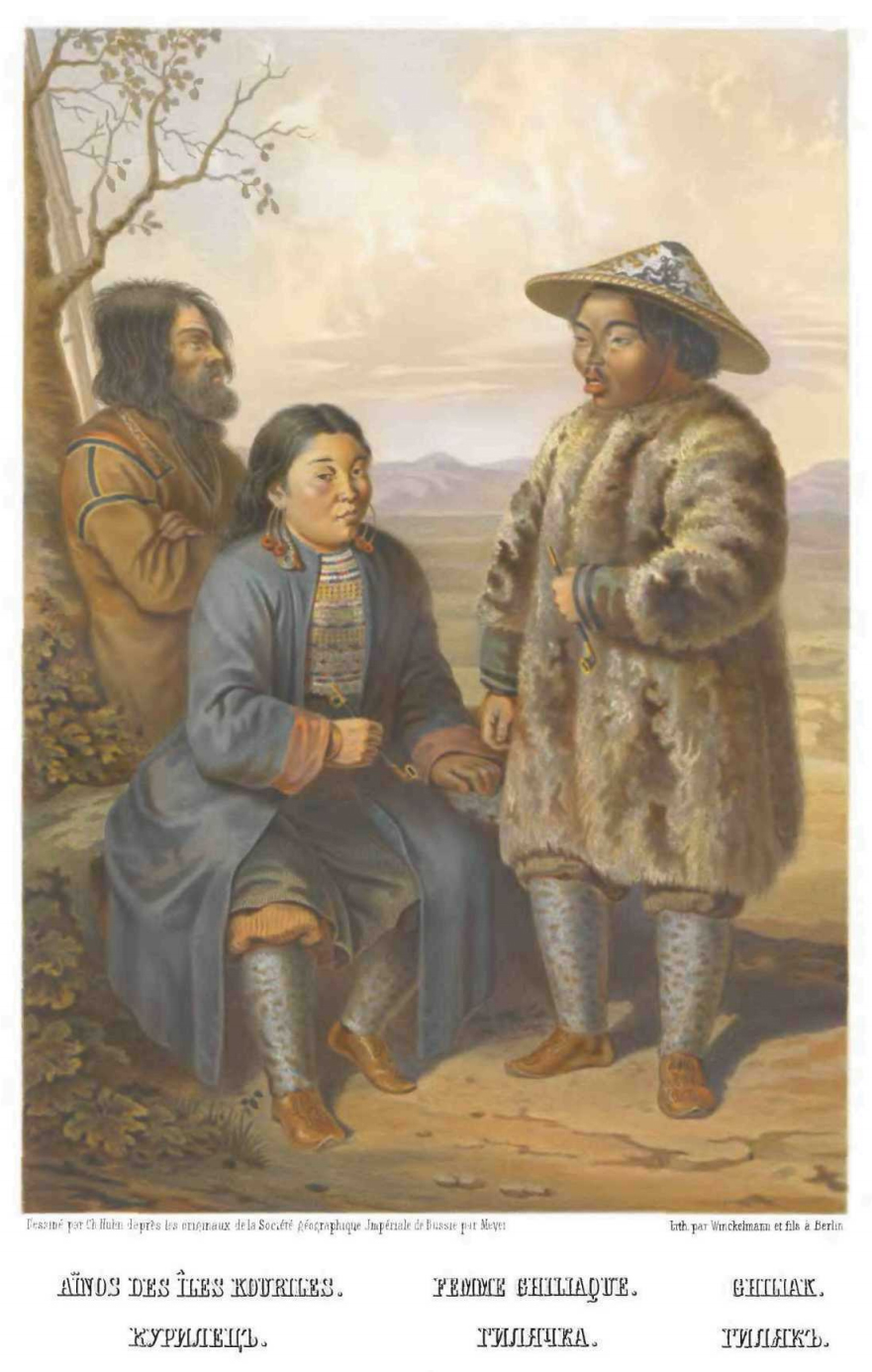
Un Aïnou et deux Nivkhes de l'Extrême-Orient russe

Les numéros de la « Pravda » (qui donne la ligne directrice du PCUS), des « Annales de l'Institut d’ethnologie et d’anthropologie de l’Académie des Sciences de l’URSS » et les éditions successives de la « Grande encyclopédie soviétique » permettent de suivre au fil des ans l’évolution de la notion de « nationalité » (et de l’ethnologie soviétique en général) en URSS. On peut, selon les historiens Andreï Amalrik et, plus récemment, Nikolaï F. Bougaï ou Svetlana Alieva, distinguer trois lignes directrices :
- une première ligne, qui s’affirme dès 1919 et sera dominante pendant une dizaine d’années, conformément à laquelle les ethnologues soviétiques s’efforcent de développer la culture des peuples de l’URSS en donnant une écriture (souvent romane, et non cyrillique) à ceux qui n’en usaient pas, au rythme de la scolarisation ; cette première phase se déroule au début de la carrière gouvernementale de Joseph Staline, « Commissaire du peuple aux nationalités », qui déclare alors : « La culture prolétarienne n'abolit pas la culture nationale, elle lui donne un contenu, et inversement la culture nationale donne une forme à la culture prolétarienne ». Cette première ligne prônait :
  - un « développement autonome, mais non séparé », de chaque peuple sur toute l’étendue de la Russie soviétique (beaucoup de peuples, comme les Tatars, étaient très dispersés, et même nomades : c'est le cas des Roms et de la plupart des peuples d’Asie centrale et de Sibérie) ; les autres, sédentaires, étaient très souvent mélangés à d’autres ;
  - une « lutte militante féroce contre les religions et les superstitions en tant que facteurs d’aliénation et d’inégalités » : c'est la partie laïque de chaque culture qui est encouragée ;
  - un renommage de tous les peuples (jusque-là désignés par des exonymes souvent péjoratifs), selon leurs propres endonymes (Tziganes = Roms, Samoyèdes et Yuraques = Nénètses, Zyrianes = Komis et Perms, Ostyaques = Khantys, Vogoules = Mansis, Soyotes = Touvas, Boyagres = Nganassanes, Tchapoguires = Kètes, Toungouses = Évenques, Kalmuques = Oïrats, Youkaguires, Lamutes, Outchoures et Olotchones = Yakoutes ou Sakhas, Orotches = Nanaïs et Oudéguées, Anadyres = Tchouktches, Kamtchatques = Koriaks, Kouriles = Aïnous, Eskimos = Inuits, Guilyaques = Negdales et Oultches, Oroques = Nivkhes, Mandchous = Daures, Meneguires et Solones) ;
- une seconde ligne qui s’affirme dès la fondation de l’URSS en 1922 et qui se développe de plus en plus au détriment de la première, à mesure que Joseph Staline affirme son pouvoir puis accède aux responsabilités suprêmes et, s’inspirant du système anglo-saxon des « réservations[12] », procède à l’établissement d’« entités territoriales gigognes » de rang administratif hiérarchisé, depuis la « république socialiste soviétique locale » de rang égal à la Russie, la Biélorussie, l’Ukraine et la Transcaucasie fondatrices de l’Union, jusqu’au simple arrondissement national autonome en passant par des rangs intermédiaires tels que les oblasts autonomes. Ces entités regroupent plus ou moins les régions où tel ou tel peuple est le plus nombreux (sans forcément y être majoritaire) en laissant de côté ceux où il est présent, mais en nombre moindre. Cette deuxième ligne, dominante à partir des années 1930 s’accompagne :
  - d’une sédentarisation parfois forcée des groupes nomades ;
  - d’une russification des langues (tous les néologismes sont tirés du russe, au lieu d’être forgés, comme auparavant, à partir de la langue locale) ;
  - du passage à l’écriture cyrillique et du remplacement des symboles nationaux locaux par des symboles soviétiques ad-hoc (par exemple les drapeaux des républiques fédérées) ;
  - de déplacements de populations (les nominations professionnelles visant à disperser l’élite de chaque peuple à travers l'Union, et à augmenter le nombre de russophones dans chaque entité territoriale) : Staline déclare alors : « Notre but est de rassembler tous les peuples de l'Union soviétique dans l’unité communiste, l’unité soviétique, afin de forger un homme soviétique enrichi de sa culture populaire mais délivré de ce nationalisme qui n’est que la manifestation des intérêts bourgeois » ;
- une troisième ligne qui apparaît à la fin des années 1950, s’impose après 1970 et se décline comme suit :
  - les peuples déportés pendant les années 1930 pour avoir résisté à la « soviétisation » ou lors de l’attaque allemande contre l’URSS en 1941 de crainte qu’ils ne s'allient aux Allemands, sont réhabilités et partiellement autorisés à rentrer dans leurs foyers ;
  - la lutte idéologique contre les religions cesse (des lieux de culte sont rouverts, des popes, imams, rabbins, lamas sont autorisés à y exercer, les chamanes ne sont plus considérés comme des charlatans mais comme des vecteurs de la culture et de la pharmacopée traditionnelles) ;
  - dans une certaine mesure, les manifestations identitaires, tant qu’elles ne remettent pas en cause le régime et le système territorial en place, sont tolérées (chansons, festivals, rassemblements non officiels) et, dans les dernières années de l’Union, on assiste même à des mesures officielles comme l’adoption du drapeau traditionnel lituanien comme drapeau de la RSS de Lituanie en 1988, ou le retour à l’écriture latine en RSS de Moldavie en 1989.

Durant ses sept décennies d’existence, la politique soviétique des nationalités a oscillé entre ces différentes lignes, ce qui s'est traduit sur le terrain par des mesures parfois opposées et quelquefois discriminatoires :
- Au Daghestan pas moins de 35 langues et dialectes sont pratiqués. Il y aura trois étapes dans les mesures adoptées par les bolcheviks : d'abord emploi de l’écriture arabe, puis emploi du turc azéri et, finalement, 11 langues officielles furent choisies ;
- Dans le Grand Nord et en Extrême-Orient, lorsqu’il n'existe pas de langue écrite, on choisit l’alphabet latin pour transcrire les langues turques en s’inspirant de la « Révolution des signes » de Mustafa Kemal Atatürk en Turquie, et en 1931, 69 langues sont écrites en alphabet latin ; en 1949, toutes seront écrites en alphabet cyrillique ;
- Dans les années 1920, le tatar et le bachkir de l’ancien Khanat de Kazan étaient considérés comme deux dialectes de la même langue ; puis les Bolcheviks décidèrent de créer une langue bachkire écrite à partir du dialecte bachkir, et deux républiques autonomes séparées ; même chose entre les Kazakhs et les Kirghizes en Asie centrale ;
- Ouzbeks, Tadjiks, Turkmènes, Kirghizes et Kazakhs employaient l’alphabet arabe : il fut remplacé par l’alphabet latin d’abord, puis par l'alphabet cyrillique ensuite ;
- Du côté de la Roumanie où dans la Région autonome moldave de l’Ukraine, le « moldave » se substitue au roumain à partir du 27 février 1938 (le « moldave » fut dès lors du roumain écrit en caractères cyrilliques jusqu’en 1989) ;
- L’Oblast autonome juif, le Birobidjan, a été fondé par Staline en 1934, avec le yiddish comme langue officielle ; dès 1928, la région est réservée par décret à l'établissement des Juifs mais, vu sa situation géographique loin de tous les foyers historiques juifs de Russie, en Mandchourie, sur la frontière chinoise, elle se révéla surtout un moyen commode d’éloigner les « cosmopolites » et les « indésirables » sans les déporter ouvertement au Goulag[13] ;
- Certains peuples ont été autorisés à rentrer intégralement et en bloc (Tchétchènes), d’autres partiellement et au compte-gouttes à titre individuel (Meskhètes, Ingouches, Tatars de Crimée, Moldaves, Baltes, Estoniens), et d’autres pas du tout (Allemands de la Volga et de la mer Noire, Coréens de Mandchourie[14]).

### Politique des nationalités de1922à1935

#### Nouvelle constitution
Le 31 janvier 1924 fut promulguée la nouvelle Constitution fédérale, très différente de celle de 1918, dont voici les points principaux ayant trait aux nationalités :
- 2 chambres composant le Soviet suprême : le Soviet de l'Union et le Soviet des Nationalités
- organisation fédérale à 3 niveaux :
  - Les République socialistes soviétiques autonomes (RSSA)
  - Les Régions autonomes (RA)
  - Les Districts autonomes (DA)
- droit à la sécession.
- Transformations culturelles et sociales dans le cadre de l'URSS : le but du pouvoir soviétique est de créer un « homme nouveau », l'homme soviétique, quelle que soit sa nationalité. Cette transformation passe par une transformation juridique mais aussi par l'émancipation de femmes et des jeunes dans les régions musulmanes ce qui se traduisit par l'organisation de mouvements de « masse » (théoriquement « spontanés ») des femmes et de la jeunesse (ex. femmes musulmanes dévoilées dans la rue, interdiction des mariages négociés par les familles). Les réticences en Asie centrale furent à l'origine de manifestations publiques contre les femmes voilées et les « superstitions » religieuses.

#### Politique des nationalités de1935à1956
Cette période se caractérise par une révision historique qui remet à l'honneur la nationalité russe, y compris sous les tsars. Dans le domaine du cinéma, cette tendance se marque dans les films d'Eisenstein : Alexandre Nevski et Ivan le Terrible. Cette période débute alors que les autres problèmes, d'ordre économique, auxquels Staline voulait s'attaquer, sont relativement réglés (collectivisation). Au cours de cette période, le nationalisme était passé à l'arrière-plan.
À partir de 1935 commence le « nettoyage intérieur » par des purges, qui éliminaient non seulement les élites russes, mais aussi les élites nationales, qui avaient cru à l'« indigénisation » et qui sont dorénavant qualifiés de « nationalistes bourgeois ».
Sur le plan juridique et institutionnel, la Constitution de 1936 affirme la composition fédérale de l'URSS et le respect du droit des groupes et des individus. En fait, il s'agit de la réalisation du projet initial de Staline (voir plus haut)
Cette révision se manifeste dans tous les domaines de la vie publique (politique, culturelle, etc.) par un affaiblissement du poids des nations non-russes. Staline veut procéder à une unification culturelle autour de la Russie. Les républiques ne sont plus que des courroies de transmission du pouvoir central. Ex. : passage généralisé des langues nationales à l'alphabet cyrillique (sauf en Arménie et en Géorgie) : dorénavant tout le monde pourra lire le russe : porte ouverte au bilinguisme.
- 1940-1945 : la guerre impose un temps d'arrêt à cette politique de russification, même un certain relâchement au début de la guerre, nécessité par la fragilité militaire de l'URSS (ex. tolérance en matière religieuse) : il faut éviter que certaines nationalités ne collaborent avec les Allemands. Mais dès que la victoire se profile, on assiste à un nouveau durcissement vis-à-vis des nationalités : le prétexte est fourni par certaines nations qui avaient, ou auraient prétendument collaboré avec les Allemands (Tchétchènes, Ingouches, Tatars de Crimée, Karatchaï, Balkars, Kalmouks et Allemands de la Volga et du Caucase, déportés préventivement).
- 1945-1956 : l'intégration des nouveaux territoires attribuées à l'URSS par le Pacte germano-soviétique en 1940, où des nations non-soviétiques étaient constituées (Finnois de Carélie occidentale, Estoniens, Lettons, Lituaniens, Polonais de Polésie, de Volhynie et de Galicie, Roumains de Bessarabie) a nécessité, aux yeux du pouvoir stalinien, une politique de russification sévère, visant à éliminer les élites antérieures à l'annexion (porteuses du fameux « nationalisme bourgeois ») et parfois d'une partie de la population autochtone elle-même, pour les remplacer par des colons russophones (auxquels étaient attribués les postes de responsabilité). C'est ainsi qu'en dix ans deux millions de Finnois, Baltes, Polonais, Ukrainiens occidentaux et Roumains prirent le chemin de la Sibérie et du Kazakhstan, tandis que 2 300 000 russophones venaient les remplacer[15]. En outre, pour éradiquer le sentiment finnois des Caréliens ou roumain des Moldaves, on a défini dans ces régions des « nationalités » carèle et moldave « différentes » des autres Finnois et Roumains, alors qu'aux yeux des linguistes et des ethnologues, il s'agit des mêmes peuples (à un seul détail près : les vrais Caréliens, ceux qui n'ont jamais appartenu à la Finlande, sont orthodoxes, les autres Finnois sont protestants).

#### Politique des nationalités de1956à1985

##### PériodeKhrouchtchev
Après la mort de Staline, Khrouchtchev dénonce les crimes de Staline lors du XXe Congrès du PCUS (1956)
- sur le plan des nationalités, il prône le retour à l'égalitarisme des années 1920 et réhabilite certains peuples déportés par Staline (mais pas les Allemands de la Volga ni les Tatars de Crimée). Son approche des nationalités est nouvelle : la colonisation russe est à nouveau considérée comme un mal mais relatif : car compensé par 40 ans de socialisme, de vie commune qui auraient créé un véritable peuple soviétique.

Il s'ensuit une décentralisation économique : aussitôt certaines nationalités en profitent. Par exemple, l'azéri est rétabli comme langue officielle. Certaines cinématographies en langue nationale se développent également (cinéma ukrainien, cinéma géorgien, etc.)
- Au XXIIe Congrès du PCUS (1961), Khrouchtchev envisage pour l'avenir une histoire du pays en trois étapes : d'abord l'épanouissement puis le rapprochement enfin la fusion des nations.

Dans les 20 années à venir, ce dépassement se réaliserait dans une société communiste.

##### Les successeurs de Khrouchtchev (Brejnev)
Ils reprennent l'idée de la fusion des nations, mais se heurtent à l'hostilité des nations. En 1977 est promulguée une nouvelle Constitution, l'État soviétique se confond officiellement avec un Parti communiste au centralisme démocratique (art. 3), ce qui rend plus difficile la mise en pratique du droit des Républiques à la sécession.

#### Réalité du système fédéral au cours des dernières années de l'URSS

##### Dans les différentes Républiques fédérées
- de plus en plus de postes sont occupés par des nationaux, mais les soviets suprêmes des Républiques tiennent souvent leurs assemblées après celui de l'URSS : en fait les décisions sont prises du centre et les assemblées nationales ne font que les entériner.
- les ministères fédéraux républicains dépendent à la fois de l'organe central correspondant et du conseil des ministres des républiques.

NB : Deux articles ont été ajoutés à la constitution en 1944 :
- le droit d'avoir des forces armées (supprimé en 1977)
- le droit d'avoir une politique étrangère indépendante (ONU), peu appliqué.

Conclusions :
- Les nationalités sont bien représentées au SS, mais peu dans les organes de l'État.
- Les républiques fédérées gèrent et appliquent des décisions qu'elles n'ont pas prises

##### Dans le Parti
Il existe un Parti communiste de l'Union soviétique (PCUS) et des Partis communistes républicains, mais dont tous les membres sont également membres du PCUS. Certains groupes sont surreprésentés au sein du PCUS (Géorgiens, Russes). D'autres sont sous-représentés (Baltes, musulmans d'Asie centrale). Ces inégalités tendent à diminuer au cours des années 1960-1970. Dans les organes centraux du Parti, on trouve :
- Comité central : 82 % de slaves
- Politburo : 2 non-slaves sur 16
- Secrétariat : aucun non-slave

Au niveau des secrétaires nationaux, on constate que :
- le premier secrétaire est national
- le deuxième secrétaire est le plus souvent russe (or c'est le plus important : c'est par exemple lui qui établit la Nomenklatura, c.-à-d. la liste des personnes qui occuperont les postes politiques importants).

Conclusion : Cette représentation n'est pas le reflet de la structure nationale.

##### Dans l'armée
Sous les Tsars, les non-russes étaient exclus de l'armée.
- dans les années 1920, « indigénisation » aux échelons inférieurs et moyens, mais le haut commandement était russe.
- dans les années 1930, les unités nationales sont supprimées au profit d'unités ethniquement mélangées.

## Introduction à l'histoire des Ukrainiens, des Biélorusses et des Moldaves

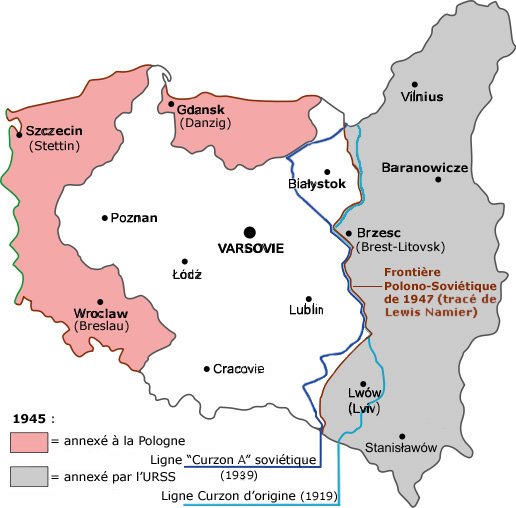
Ligne Curzon

Ces trois nationalités ont comme seul point commun d'occuper les régions les plus occidentales de l'URSS.

### Les Ukrainiens
Comme les Russes, les Ukrainiens font partie du groupe des slaves orientaux. En 862, le premier État slave oriental fut créé par des vikings autour de Kiev, l'actuelle capitale de l'Ukraine. Rapidement morcelé, cet État sera envahi par les Lituaniens et les Polonais. Au XVIIe siècle, les Russes gagnent peu à peu du terrain au nord-est. Ils implantent dans la région des colons - soldats, dans le but de protéger leur frontière avec les Turcs. En français, ce genre de territoire s'appelle « Marche », et en russe : Okraïna. En fait, les Russes eux-mêmes parlent plutôt de « Petite-Russie », prolongement méridional de la Grande-Russie, centrée sur Moscou. À l'issue des partages de la Pologne, en 1793 et 1796, l'Ukraine est rattachée à la Russie. Dès l'effondrement du régime tsariste en 1917, une Rada (« conseil ») proclame la république d'Ukraine. Cette république est reconnue par l'Allemagne. Dès le repli des armées allemandes en novembre 1918, différentes factions s'affrontent pour le contrôle de l'Ukraine. C'est finalement l'armée rouge qui sort victorieuse de ces combats et l'Ukraine devient une République socialiste soviétique (14 mars 1919). Au cours de la Seconde Guerre mondiale, certains Ukrainiens s'engageront dans le camp allemand.

### Les Biélorusses
La Biélorussie n'apparaît sous ce nom qu'en 1919. Les Biélorusses (« Russes Blancs ») étaient auparavant perçus comme une simple variété de Russes. Les origines de la délimitation des frontières de l'actuelle république de Biélorussie remontent cependant loin dans le temps : au XIIIe siècle, les Lituaniens entreprennent de refouler les Mongols qui maintenaient les Slaves orientaux sous leur domination. À partir de là, les Biélorusses font cause commune avec les Lituaniens, puis, plus tard, avec les Polonais. Par rapport aux Russes, la spécificité des Biélorusses est surtout religieuse : en 1596, une assemblée du clergé et des fidèles orthodoxes de la région proclame l'union avec l'église catholique, tout en conservant le rite byzantin. C'est le point de départ de l'église « uniate ». À la suite des partages de la Pologne, l'actuelle Biélorussie passe dans l'empire russe. Pour le tsar, les Biélorusses n'existent pas. Ce sont des Russes comme les autres. Au lendemain de la Première Guerre mondiale, la Biélorussie est partagée entre la Pologne et l'URSS.

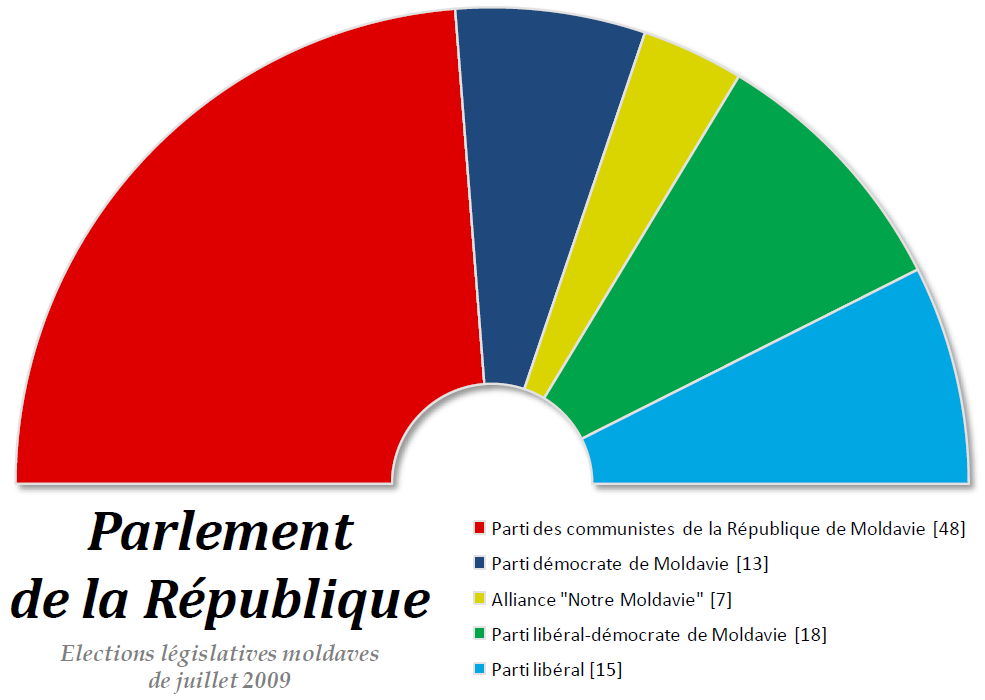
Composition du Parlement moldave en juillet 2009 : le P.C. est presque majoritaire.

Du côté soviétique est constituée une République socialiste soviétique. Depuis la Seconde Guerre mondiale, la frontière avec la Pologne suit la « ligne Curzon », considérée dès 1919 (sauf par les Polonais) comme limite ethnique. Depuis 1945, la Biélorussie fait partie des membres fondateurs de l'ONU.

### Les Moldaves
Les Moldaves parlent le daco-roumain (dit « roumain » en Roumanie, et « moldave » en URSS). Il s'agit d'une langue romane. Les Moldaves sont de religion orthodoxe, comme la majorité des roumanophones. Enlevée par l'Empire russe à la principauté de Moldavie en 1812, au traité de Bucarest, la partie orientale de la Moldavie appelée Bessarabie, subit une intense colonisation démographique et devînt multiethnique. En août 1940 la Bessarabie, alors roumaine, fit partie, comme les pays Baltes, des territoires attribués à l'URSS par le pacte Hitler-Staline. Dans cette région, là où les roumanophones étaient encore 75 % de la population ou plus, fut créée la République socialiste soviétique de Moldavie ; le reste de la Bessarabie fut attribué à l'Ukraine. Depuis 1945, il existe en Moldavie une forte minorité russe et ukrainienne (un quart de la population). Inquiète par les réformes moldaves (retour à l'écriture latine du roumain, redevenu langue officielle de la république) et craignant de perdre ses avantages (comme dans les pays baltes) cette minorité s'est massivement engagée sous la bannière des partis communiste et socialiste, empêchant le rattachement à la Roumanie (et donc à l'Union européenne, comme les pays Baltes).

## Introduction à l'histoire des peuples deTranscaucasie
Il existe dans ces régions trois républiques fédérées : l'Arménie, la Géorgie et l'Azerbaïdjan, correspondant aux trois nationalités principales : les Arméniens, les Géorgiens et les Azéris. Il existe néanmoins de nombreuses autres ethnies. La coexistence difficile de tous ces peuples est source de tensions.

### Les Arméniens
Il s'agit d'un peuple indo-européen. Ils constituent une nation depuis une époque très ancienne. Le royaume d'Arménie fut le premier État au monde à adopter officiellement le christianisme comme religion (301 apr. J.-C.). L'Arménie connut une existence difficile entre les deux superpuissances de l'époque, Byzance et la Perse, auxquelles succèdent les Arabes. À partir du XVIe siècle, les Arméniens deviennent sujets de l'Empire ottoman. Ils mènent une existence effacée jusqu'au XIXe siècle : comme d'autres peuples, les Arméniens espèrent se libérer de la domination ottomane. Une partie de l'Arménie est alors conquise par les Russes ; cette avance russe inquiète le Royaume-Uni, qui sacrifie les Arméniens au nom de l'équilibre international. Les Arméniens sont maintenant suspects aux yeux des Turcs. Au cours de la Première Guerre mondiale, le gouvernement turc adopte une « solution finale » du problème arménien : des populations entières sont massacrées ou déportées (1915). Ce génocide fait plus d'un million de victimes. Après l'effondrement de la Russie (1917) et de l'empire Ottoman (1918), les Arméniens parviennent à créer une république d'Arménie indépendante, à l'existence éphémère (1918 - 1920). Battus par Mustafa Kemal Atatürk, les Arméniens se résignent à accepter la protection des Bolcheviks : en 1921, naît la république soviétique d'Arménie, qui ne couvre qu'une petite partie du territoire historique de l'Arménie. De nombreux Arméniens vivent actuellement hors d'Arménie, en URSS mais aussi ailleurs dans le monde. Les années 1970 ont vu une prise de conscience nationale des Arméniens de la diaspora, qui réclament une reconnaissance officielle du génocide de 1915 par la Turquie. Des extrémistes arméniens se sont livrés à des attentats pour appuyer leurs revendications.

### Les Géorgiens
Comme les Arméniens, les Géorgiens possèdent une culture ancienne dont ils sont extrêmement fiers. Le dernier roi de Géorgie cède sa couronne au tsar en 1799. La Géorgie est annexée à la Russie en 1801. Comme l'Arménie, elle recouvre son indépendance de façon éphémère entre 1918 et 1921. Il faudra l'intervention de l'armée rouge pour en faire une république soviétique. Dès cette époque les dirigeants communistes géorgiens manifestent leur nationalisme en s'opposant aux tendances centralisatrices de Moscou. La Géorgie sera malgré tout intégrée dans la République de Transcaucasie de 1924 à 1936. Plus encore que l'Arménie, la Géorgie est une mosaïque d'ethnies : font partie de la république de Géorgie deux républiques autonomes que sont l'Abkhazie et l'Adjarie et une région autonome qu’est l'Ossétie du Sud. Les Géorgiens ne constituent en fait qu'environ 70 % de la population de leur propre république. Le nationalisme géorgien s'oppose donc aussi bien aux Russes d'une part qu'aux Abkhazs, Adjars, etc. d'autre part.

### Les Azéris
Contrairement aux Arméniens et aux Géorgiens chrétiens, il s'agit d'un peuple musulman dont la langue est proche du turc. L'Azerbaïdjan est annexé par la Russie au début du XIXe siècle. Comme l'Arménie et la Géorgie, l'Azerbaïdjan connaît une brève indépendance avant de devenir soviétique (1920). Cette république contient une Région autonome, le Haut-Karabagh, peuplé d'Arméniens, dont l'origine remonte à la période troublée des années 1918 - 1921 : par un accord conclu entre les gouvernements soviétique et turc (rappelons que les Azéris font partie de la famille altaïque au même titre que les Turcs), le Haut-Karabagh est attribué à l'Azerbaïdjan. Malgré les protestations répétées des Arméniens, le gouvernement soviétique n'est jamais revenu sur cette décision.

## Introduction à l'histoire des peuples baltes
On appelle « Baltes » trois peuples installés sur les rives de la mer Baltique : les Lituaniens, les Lettons (tous deux baltes) et les Estoniens (finno-ougriens). Ils sont christianisés fort tard (XIIIe – XIVe siècles). Ils connaissent d'abord une évolution distincte :

### La Lituanie
La Lituanie fut une principauté puissante sous la dynastie des Jagellon (XIVe siècle). Unie à la Pologne au XVe siècle, elle connaît le même destin que ce pays : lors du partage de la Pologne au XVIIIe siècle, la Lituanie est rattachée à la Russie.

### L'Estonie et la Lettonie
Elles sont colonisées par les Allemands (Chevaliers Teutoniques) aux XIIIe et XIVe siècles, puis conquises par la Suède, qui devra les abandonner au tsar Pierre le Grand (1721), pour qui ces pays représentent une voie d'accès indispensable à la mer Baltique et au commerce avec l'Occident.
Après deux siècles d'occupation russe, les pays Baltes profitent de la révolution russe pour proclamer leur indépendance. Staline profitera du pacte germano-soviétique (1939) pour envahir les pays Baltes au cours de l'été 1941. Après l'intermède de l'occupation allemande (1941-45), les pays Baltes sont définitivement devenus des républiques fédérées de l'URSS. La politique de l'URSS y a été la même :
- élimination (par l'exécution physique ou la déportation) des élites nationales (180 000 déportés en Estonie, 120 000 en Lettonie, 300 000 en Lituanie, chiffres approximatifs)
- russification massive par immigration de Russes dans les pays Baltes (25 % en Estonie, 40 % en Lettonie, 15 % en Lituanie)
- protection officielle aux langues et aux cultures nationales

Le problème religieux, qui joue un rôle important dans les questions nationales, se présente différemment dans chaque pays Balte : la Lituanie est catholique, tandis que le protestantisme luthérien prédomine en Estonie et en Lettonie. Le gouvernement soviétique, bien que la liberté religieuse fût garantie par la constitution, a toujours mené une politique antireligieuse. Son attitude face au problème religieux présentait néanmoins des différences dans les pays Baltes :
1. Lituanie : la religion catholique y constitue un phénomène national : déjà à l'époque tsariste, elle dressait les lituaniens contre l'orthodoxie russe. La conscience nationale lituanienne s'est donc formée autour de l'Église. Malgré des mesures antireligieuses plus sévères qu'ailleurs, la pratique religieuse y est restée forte et le sentiment religieux se traduit dans la démographie (natalité plus forte que celle des autres Baltes).
2. Estonie et Lettonie : la religion luthérienne y est liée à la culture allemande et les élites nationales ne l'ont pas défendue avec la même détermination. Les autorités soviétiques faisaient preuve de moins de sévérité dans ces deux républiques, tant à l'égard de l'église luthérienne qu'à l'égard de l'Église orthodoxe (ex. un plus grand nombre de candidats prêtres étaient autorisés à s'inscrire dans l'académie religieuse luthérienne que dans le séminaire catholique lituanien). Cette rigueur particulière à l'égard des catholiques s'explique par l'importance de la religion dans le sentiment national lituanien. La religion orthodoxe bénéficiait d'une plus grande tolérance parce qu'elle pouvait contribuer au rapprochement des Estoniens orthodoxes avec les Russes.

## Introduction à l'histoire des peuples musulmans d'Asie centrale
L'Asie centrale, située entre la mer Caspienne et la région de Xinjiang de la Chine, fut aussi appelée dans le passé le Turkestan. Cette dernière appellation fut extrêmement juste car, à l'exception des Tadjiks d'origine iranienne, tous les peuples de cette région sont des peuples du groupe turc : Turkmènes, Kazakhs, Ouzbeks, Kirghiz parlent des langues turques apparentées. Par ailleurs, tous ces peuples (y compris les Tadjiks) sont musulmans. Dans un sens géographique du terme, l'Asie centrale exclut le Kazakhstan et inclut l'Afghanistan.
Cette région fut dans le passé le centre d'empires prestigieux, dont celui du terrible Tamerlan, à la fin du XIVe siècle. Les Russes apparaissent dans la région au XIXe siècle. Ils soumettent d'abord les tribus de nomades Kazakhs, puis les Khanats (États sur lesquels règne un Khan) de Boukhara et de Khiva. Les territoires conquis furent regroupés dans un ensemble administratif appelé gouvernement général du Turkestan.
Au moment de la révolution de 1917, l'indépendance du Turkestan fut proclamée. Les Bolcheviks se rendent rapidement compte qu'une répression impitoyable risque de jeter les musulmans du Turkestan dans les bras des Blancs et cherchent des alliés parmi les musulmans progressistes. L'un d'entre eux, dès que le danger est passé, Sultan Galiev est écarté et exclu du Parti ; la dénomination de Turkestan disparaît ; la région est redécoupée en cinq républiques (1925), en se fondant sur ce qui séparait (des parlers différents d'une même langue turque) plutôt que sur ce qui rapprochait (l'appartenance à une même communauté musulmane. Une chose inquiète en fait les Bolcheviks : le pantourianisme (rassemblement de tous les peuples turcs), ce qui explique qu'ils aient voulu faire disparaître jusqu'au nom de « Turkestan ». Les autorités appuient le développement de cultures locales à condition qu'elles soient présentées comme ouzbek, kazakh, etc. et non pas comme turque, ni surtout comme musulmane. Si la politique de répression a été extrêmement dure dans les années 1920 (plus de la moitié de la population kazakhe a été massacrée), dans les années 1970-1980, les autorités traitent les musulmans d'Asie centrale avec plus de tolérance que les juifs ou les catholiques.

## Désagrégation de l'Union soviétique
La dislocation de l'URSS en 1990 et 1991 s'inscrit dans la chute des régimes communistes en Europe que n'ont pu empêcher ni la glasnost (« transparence ») ni la perestroïka (« réforme, restructuration ») promues par Mikhaïl Gorbatchev. Elle fait suite à l'effondrement du pouvoir absolu du Parti communiste de l'Union soviétique que le putsch de Moscou tente vainement de restaurer en août 1991, et débouche sur la création de la Communauté des États indépendants, à géométrie plus variable que l'URSS, mais qui maintient en partie la cohésion de l'ensemble ex-soviétique autour de la Russie.

### Glasnostetperestroïka
Mikhaïl Gorbatchev tenta depuis avril 1985 de sortir l'URSS de la « stagnation » (mot par lequel on désigne la période Brejnev), mais des analystes comme Andreï Amalrik ou Hélène Carrère d'Encausse avaient alors déjà estimé ces tentatives comme trop tardives, le « socialisme réel » ayant manqué sa dernière chance de se réformer en étouffant, au lieu de l'adopter, le « socialisme à visage humain » proposé par les tchécoslovaques en 1968 lors du « printemps de Prague ». De plus, la perestroïka commence timidement et se limite initialement au domaine économique (lutte contre l'alcoolisme, création de coopératives autogérées). Face aux apparatchiks effrayés à l'idée de perdre leurs privilèges, ce n'est qu'en 1987-1988 que Gorbatchev ose parler de la nécessité d'une « perestroïka politique ». Comme la glasnost, la perestroïka est un mouvement parti « du haut » (Soviet suprême), à relayer par le « bas » (soviets locaux), mais à ce moment la plupart des citoyens ne croient déjà plus à des possibilités d'amélioration et veillent seulement à sauvegarder leurs moyens de survie (économie informelle) pour pallier la pénurie de biens de consommation qui s'accentue. Toutefois, la glasnost, à mesure que les citoyens réalisent qu'ils peuvent émettre des idées et des critiques sans être sanctionnés, finit par bouleverser la société soviétique.
Le mot glasnost (« transparence ») a commencé à être employé en 1986, entre autres à propos de la catastrophe de Tchernobyl. Dans l'esprit des dirigeants cela voulait dire que la presse et les responsables devaient dire la vérité aux administrés, ce qui, dans l'esprit de Gorbatchev, permettrait de mieux lutter contre la corruption et de briser la résistance des cadres communistes conservateurs à la perestroïka. Un dicton populaire de l'époque illustre cette lutte : « Un citoyen téléphone à Radio-Erevan et demande -Est-ce vrai que les radiations de Tchernobyl sont dangereuses ? Réponse : Pas depuis la glasnost, le KGB a ordre de vous laisser en parler librement ! ». Après 1988-1989, le mot dérive vers l'idée d'une véritable opinion publique, de liberté de parole. Celle-ci suscite alors l'inquiétude et l'opposition de l'appareil du Parti qui s'efforce de l'endiguer. Dans ce contexte où les identités nationales apparaissent de plus en plus comme des voies de « retour aux sources » et de régénération culturelle pour de nombreux peuples, russe y compris, les citoyens s'aperçoivent qu'ils peuvent s'exprimer plus librement sous le couvert de la glasnost, sans être, comme auparavant, accusés de « nationalisme bourgeois » par les autorités.

### De l'arrivée au pouvoir de Gorbatchev jusqu'au coup d'État d'août 1991: dislocation de l'URSS
- Quatre facteurs ont contribué au développement des mouvements nationaux :
  - l'existence d'un sentiment national ancien (Russie, pays Baltes, Moldavie, Ukraine occidentale, Géorgie, Arménie)
  - la survivance et la reconstitution d'élites nationales (pays Baltes, Moldavie, Géorgie, Arménie) ;
  - l'existence d'un centre de rassemblement religieux (orthodoxe en Russie, gréco-catholique en Ukraine occidentale, catholique romain en Lituanie, luthérien en Estonie et Lettonie, musulman chez les Tatars ou les Tchétchènes...) ;
  - l'existence d'un sentiment anti-russe dans les régions de forte déportation des locaux et de forte colonisation russe (pays Baltes, Ukraine occidentale, Moldavie).
- Trois facteurs qui ont freiné le développement des mouvements nationaux :
  - la dépendance économique et politique vis-à-vis du pouvoir central ;
  - la dépendance énergétique et des autres approvisionnements vitaux vis-à-vis de la Russie ou à travers elle ;
  - l'existence d'une « nomenklatura » russophone et communiste dans les instances décisionnelles des républiques, profitant directement du système central.

Les oppositions furent de nature complexe :
- Russes / autres nationalités;
- Différentes nationalités entre elles (ex. Abkhazes / Géorgiens, Arméniens / Azéris, Ossètes / Ingouches, Ouzbeks / Tadjiks) ;
- Conservateurs / réformateurs au sein du PCUS (cette confrontation, au départ discrète, sera l'origine du putsch de Moscou de 1991) ;
- Gorbatchev / Eltsine (cette opposition de personnes aura une importance capitale dans la dislocation de l'URSS).

Plusieurs nations étaient enchevêtrées sur le même territoire :
- pays Baltes : Baltes / Russes ;
- Ukraine : Ukrainiens / Russes (ou Ukrainiens russophones) ; Ukrainiens orthodoxes / Ukrainiens catholiques ;
- Moldavie : Roumains / Russes et Ukrainiens ;
- Géorgie : Géorgiens / Abkhazes ou Ossètes ;
- Karabakh : Arméniens / Azéris ;
- Kazakhstan : Kazakhs / Russes ;
- Nord-Caucase: Russes / Tchétchènes.

Dans chaque république sont apparus des groupes dont les caractéristiques politiques et culturelles sont variées : les uns étaient assez proches du PCUS et de la Russie, les autres leur étaient hostiles. Le mécanisme fut grosso modo le même : les groupes anti-russes se réclament d'abord prudemment de la glasnost ; ensuite ils revendiquent l'autonomie, voire l'indépendance au nom de la perestroïka. La perestroïka a eu des effets particulièrement foudroyants dans les pays baltes et en Moldavie : dès 1988 se sont créés dans ces pays des « Mouvements pour la Perestroïka » (Sajudis en Lituanie, « Fronts populaires » dans les trois autres républiques). Ces mouvements réclamèrent purement et simplement le retour à la situation existant avant le pacte Hitler-Staline de 1939. Ainsi en 1989, le Sajudis et le PC lituanien travaillent ensemble à l'élaboration de l'avenir de la Lituanie.
Ce mouvement s'est rapidement étendu à d'autres républiques : par exemple en 1988, des intellectuels ukrainiens fondent le « Rukh » (= mouvement populaire ukrainien de restructuration). Ce mouvement démocratique et nationaliste est devenu indépendantiste dans le courant de l'année 1989.
Le mouvement n'a pas pris une aussi grande ampleur en Asie centrale (ces républiques ont voté majoritairement « oui » lors du référendum sur l'Union).
On constate dans de nombreux cas une coopération entre élites politiques communistes et élites d’opposition, qui permet à des dirigeants communistes de se poser comme représentants du combat national (exemples de Loukachenko en Biélorussie, de Mircea Snegur en Moldavie, de Leonid Kravtchouk, qui deviendra le premier président élu de l'Ukraine)
On assiste donc souvent à un clivage nouveau : élites nationales réconciliées (communistes locaux + nationalistes) contre le pouvoir central, qui se montre longtemps tolérant à l'égard des mouvements nationaux qui se développent et se propagent impunément (exception : Tbilissi, 9 avril 1989).
1. Les Russes eux-mêmes commencent à se poser des questions sur leur statut de « citoyens de première catégorie » : ils constatent qu'ils sont vus comme des colons étrangers à renvoyer en Russie, alors que la Russie s'appauvrit par rapport aux autres républiques. L'on voit naître des mouvements comme Pamiat (mémoire en Russe), qui glorifie la Russie pré-révolutionnaire, ou « Interfront » en Moldavie (qui regroupe tous les non-Roumains) ou encore celui de Nina Andreïeva, qui voudrait restaurer le communisme autoritaire de Staline.
2. Au début de 1990, de nouvelles équipes dirigeantes arrivées au pouvoir dans les républiques proclament la primauté des lois des républiques sur celles de l'URSS et la propriété nationale sur les richesses locales. Le 11 juin 1990, la Russie proclame sa « souveraineté », suivie par d'autres Républiques
3. Devant l'ampleur d'un phénomène qu'il avait longtemps méconnu (voir texte), Gorbatchev lance un projet de Traité de l'Union, qui remplacerait l'URSS par l'URSS (= Union des républiques soviétiques souveraines). Le 17 janvier 1991, le Soviet suprême décide d'organiser un référendum sur ce traité. Le traité aurait dû être signé le 20 août 1991. C'est sans doute pour en empêcher la signature qu'un groupe de « conservateurs » renversent Gorbatchev le 19 août.

Le problème des nationalités a été fortement influencé par le conflit personnel qui a opposé Mikhaïl Gorbatchev et Boris Eltsine. Boris Eltsine a contribué au renforcement des tendances nationalistes : proclamation de la souveraineté puis de l'indépendance de la Russie, dans le but de retirer à Gorbatchev la plus grande partie des territoires sur lesquels s'exerçaient ses pouvoirs.

### Chronologie des dernières années de l'URSS
- 12 juillet 1987 : signature à Washington d'un traité entre Gorbatchev et Reagan concernant la réduction des vecteurs nucléaires
- 11 février 1988 : manifestations à Stepanakert, capitale du Haut-Karabakh
- février 1988 : l'URSS retire ses troupes d'Afghanistan
- mars 1988 : massacre d'Arméniens à Soumgaït en Azerbaïdjan
- 29 mai au 2 juin 1988 : lors du sommet Reagan-Gorbatchev à Moscou, l'URSS décide de réduire de 10 % ses armements
- 15 juin 1988 : le Soviet suprême d'Arménie vote le rattachement du Karabakh à l'Arménie
- décembre 1988 : création du Congrès des députés du peuple
- 12 janvier 1989 : le Karabakh est soustrait à la tutelle de l'Azerbaïdjan et placé sous l'autorité d'une commission spéciale
- mars 1989 : Boris Eltsine est élu député au Congrès des députés du peuple
- 10 avril 1989 : les forces de sécurité ouvrent le feu sur des manifestants à Tbilissi (Géorgie)
- 28 novembre 1989 : la commission spéciale du Haut-Karabagh est supprimée
- 19 janvier 1990 : l'armée soviétique donne l'assaut à Bakou, capitale de l'Azerbaïdjan
- 24 février 1990 : victoire du Sajudis aux élections pour le Soviet suprême de Lituanie
- 11 mars 1990 : proclamation d'indépendance de la Lituanie
- 14 mars 1990 : le congrès des députés instaure un régime présidentiel et abolit le rôle dirigeant du PCUS.
- 26 mai 1990 : Eltsine élu président du parlement de Russie
- 12 juin 1990 : Eltsine élu au suffrage universel premier président de la RFSFR
- juillet 1990 : XXVIIe congrès du PCUS. Eltsine quitte le PCUS.
- 19 novembre 1991 : Gorbatchev propose un Traité de l'Union remplaçant l'URSS par l'URS (= Union des républiques souveraines)
- 17 mars 1991 : référendum sur le maintien de l'Union
- 19 août 1991 : coup d'État des conservateurs
- du 20 août 1991 au 30 août 1991 : proclamation d'indépendance des 14 républiques non-russes
- 2 novembre 1991 : proclamation d'indépendance de la Tchétchénie (république autonome de Russie)
- 8 décembre 1991 : réunion à Minsk des dirigeants de la Russie, de l'Ukraine et de la Biélorussie, décision de créer une Communauté des États indépendants (CEI)
- 26 décembre 1991 : démission de M. Gorbatchev comme président de l'URSS
- 31 décembre 1991 : dissolution de l'URSS, les 15 républiques sont officiellement indépendantes, la Russie est l'héritière diplomatique de l'URSS
- janvier 1992 : conflit entre la Russie et l'Ukraine pour le contrôle de la flotte de la Mer Noire et de la Crimée
- janvier 1992 : conflit entre la Russie d'un côté, la Géorgie et la Moldavie de l'autre, pour le contrôle des républiques autonomes (Abkhazie, Ossétie du Sud, Transnistrie) ayant proclamé leur indépendance et soutenus militairement par la Russie
- 23 mars 1992 : référendum sur l'indépendance du Tatarstan (république autonome de Russie).

Au bout du processus, 12 des 15 républiques soviétiques rejoindront la CEI (seules les 3 républiques baltes rejoindront l'UE), la Russie sauvegardera son intégrité territoriale, et conservera une présence militaire dans le reste de la CEI (notamment en Crimée, Transnistrie, Abkhasie, Ossétie du Sud, Kazakhstan et Tadjikistan).

### Après le coup d’État
Le putsch du 19 août 1991 a précipité les événements : il provoque la proclamation d'indépendance de la plupart des républiques. C'est également une grande victoire pour Boris Eltsine, qui s'impose comme le dirigeant de la résistance aux putschistes et l'emporte définitivement sur Mikhaïl Gorbatchev.
Gorbatchev reprend ses fonctions mais il est fort impopulaire (les putschistes étaient des hommes qu'il avait désignés lui-même et le pays s'enfonce dans le chaos économique). De son côté Boris Eltsine prend toute une série de mesures pour priver son concurrent de tout pouvoir.
Le 8 décembre 1991 les dirigeants des trois républiques slaves (Russie, Ukraine, Biélorussie) se réunissent à Minsk. Ils déclarent que l'URSS n'existe plus et mettent sur pied une vague « Communauté des États indépendants » (CEI), rejointe quelques jours plus tard par les autres républiques (sauf les pays baltes et la Géorgie).
Le 26 décembre 1991, Mikhaïl Gorbatchev démissionne de ses fonctions comme président de l'URSS.
Les membres de la CEI se disputent rapidement sur de nombreux points, sans qu'aucun accord sur des points essentiels n'aboutisse.
En 1992, des tendances sécessionnistes apparaissent au sein même de la fédération de Russie (Tchétchénie, Tatarstan)
De nombreux problèmes non résolus s'accumulent :
- problème des armes nucléaires
- problème de la répartition des forces armées entre les républiques (par exemple la flotte de la Mer noire)
- problème des frontières entre les républiques (ex. Crimée)

## Après l'URSS

### «Dérussification» et «re-russification»
Après l'éclatement de l'URSS se pose le problème des Russes habitant hors de la fédération de Russie. Ils sont au nombre d'environ 25 millions. Avant 1991, on constate une augmentation du nombre de Russes dans les Républiques occidentales (Pays baltes, Ukraine, Moldavie) et une quasi-stabilité ou même un reflux dans les Républiques du Caucase ou d'Asie centrale. Dès la fin des années 1980, le statut des Russes dans les Républiques fédérées subit des modifications. Ce sont les pays baltes qui ont ouvert ce débat : citoyenneté et emploi des langues. Les Russes imposaient le bilinguisme aux autres nationalités, mais le pratiquent peu eux-mêmes. Dès 1988, les pays baltes prennent toute une série de mesures destinées :
- à imposer l'usage exclusif de la langue nationale ;
- à restreindre l'immigration russe ;
- à conditionner l'accès à la citoyenneté à la connaissance de la langue nationale.

Ce phénomène de rejet à l'égard des Russes se manifeste dans d'autres républiques. Cette évolution aura pour conséquences une mobilisation des communautés russes dans différentes républiques et une exaspération croissante du pouvoir russe. Dans ce contexte, la Russie appuie économiquement les minorités russophones ou autres qui font sécession en Moldavie (Transnistrie), Ukraine (Crimée) ou Géorgie (Abkhazie, Ossétie du Sud), leur facilite accès à la citoyenneté russe, gardant de facto jusqu'à aujourd'hui le contrôle militaire de ces territoires déguisé en missions de paix ; sur le terrain, seule l'Ukraine a pu, de 1991 à 2014, asseoir sa souveraineté en Crimée, tandis que Moldavie et Géorgie n'ont jamais contrôlé la Transnistrie, l'Abkhazie et l'Ossétie du sud). Par ailleurs, les russophones (officiellement communistes ou non) et les « pro-russes » ont repris le pouvoir en Biélorussie et Moldavie, où ils ont su marginaliser les « pro-européens » au point de les exclure du champ politique.

### Autres mélanges de nationalités
- Groupes ethniques de Chine
- Citoyenneté de l'Union européenne